# Mount Brearley
Brearley är ett berg i Antarktis. Det ligger i Östantarktis. Nya Zeeland gör anspråk på området. Toppen på Brearley är 2 010 meter över havet.
Terrängen runt Brearley är varierad. Trakten är obefolkad. Det finns inga samhällen i närheten. 